# 5749 Urduja
Az 5749 Urduja (ideiglenes jelöléssel (5749) 1991 FV) a Naprendszer kisbolygóövében található aszteroida. Eleanor F. Helin fedezte fel 1991. március 17-én.